# Сорокин, Михаил Иванович (Герой Советского Союза)
Михаи́л Ива́нович Соро́кин (23 февраля 1918 года, ныне Поповское, Череповецкий район, Вологодская область—15 июля 2010 года, Краснодар, Российская Федерация) — участник Великой Отечественной войны, сапёр, Герой Советского Союза.

## Биография
Родился в крестьянской семье. Окончил семилетнюю школу, после которой поступил в Череповецкое педагогическое училище. Работал учителем. В 1940 году был призвал в Красную Армию.
После демобилизации в 1945 году переехал в Краснодар. В 1946 году окончил Краснодарскую партийную школу.
Работал в Кубанском государственном технологическом университете, где преподавал на кафедре истории КПСС.
Женился в 1945 году, воспитал двух детей.

## Военная служба
С началом Великой Отечественной войны был направлен в военно-инженерное училище. На фронте оказался в январе 1942 года. Командовал сапёрным взводом.
Принимал участие в обороне Сталинграда, за что был награждён орденом Красного Знамени. Сражался на Курской дуге.
В сентябре 1943 года принимал участие в форсировании Днепра. В ходе многодневных боёв взвод Сорокина принимал участие в ликвидации группировки противника, вышедшей в тыл переправлявшимся советским войскам, затем сражался на захваченном плацдарме. На пятый день боёв Михаил Сорокин гранатой уничтожил пулемёт противника, но был ранен и отправлен в санчасть.
27 октября 1943 года указом Президиума Верховного Совета СССР Михаилу Сорокину было присвоено звание Героя Советского Союза.
Ранение оказалось тяжёлым, больше в боях участия не принимал. В ходе излечения в июне 1944 года в Кремле получил Золотую Звезду Героя.

## Награды
- Герой Советского Союза № 3647 (27 октября 1943);
- орден Ленина;
- орден Красного Знамени;
- орден Отечественной войны 1 степени;
- медаль «За отвагу»;
- медаль «За оборону Сталинграда».